# Gunnar Heiberg
Gunnar Heiberg (Christiania, 18 novembre 1857 – Oslo, 22 febbraio 1929) è stato un drammaturgo norvegese.

## Biografia
Fu seguace di Henrik Ibsen per temi, quali l'indagine della società, e per le modalità espressive, prevalentemente naturalistiche, 
ma contribuì con i suoi lavori anche alla diffusione della corrente letteraria dell'espressionismo e scrisse pezzi che per una loro componente provocatrice sollevarono scandali tali da passare nella storia del teatro norvegese. Tra le tematiche trattate, oltre a quelle sociali, ebbe una certa importanza quella dell'erotismo.
Fu autore di Zia Ulrica (1883), il suo dramma d'esordio nel quale approfondì i nascenti ideali socialisti e comunisti, Re Mida (1890), La tragedia dell'amore (1904), Vorrei proteggere il mio paese (1912).
Heiberg si dedicò lungamente allo studio storico della drammaturgia del suo Paese, svolgendo anche l'attività di saggista e di critico.